# Caroline Guiela Nguyen
Caroline Guiela Nguyen (* 12. September 1981 in Poissy) ist eine französische Autorin und Theaterregisseurin sowie Intendantin des Théâtre national de Strasbourg. Ihre Theaterstücke zeichnen sich durch vielsprachige Inszenierungen und eine besondere Sensibilität für komplexe gesellschaftliche Themen wie Migration, Kolonialgeschichte und soziale Ungleichheiten aus.

## Leben
Caroline Guiela Nguyen wuchs in Südfrankreich auf. Sie ist Tochter einer französisch-vietnamesischen Mutter und eines algerischen Vaters aus sephardisch-jüdischer Familie. Sie studierte zunächst Soziologie und Theaterwissenschaft in Nizza, bevor sie ihre Ausbildung an der Regieschule des Théâtre national de Strasbourg abschloss.
Im Jahr 2009 gründete sie die Theaterkompanie Les Hommes Approximatifs, die aus professionellen Schauspielern und Amateuren besteht und Geschichten erarbeitet, die sonst im Theater oft vernachlässigt werden. Seit 2023 ist Nguyen Intendantin des Théâtre national de Strasbourg und unterrichtet dort.

## Werk
Nguyen bezeichnet sich selbst primär als Geschichtenerzählerin, dann als Regisseurin ihrer eigenen Stücke. Ihre Inszenierungen sind vielsprachig und setzen sich kritisch mit globalisierten Märkten, Migration und gesellschaftlichen Herausforderungen auseinander.
Internationale Bekanntheit erlangte sie mit dem Stück Saigon (2017), das in einem vietnamesischen Restaurant zwischen Paris und Saigon spielt und die Kolonial- und Migrationsgeschichte widerspiegelt. Das Stück wurde weltweit in über 300 Aufführungen gezeigt.
Weitere wichtige Arbeiten umfassen Fraternité (2021), das sich in Form einer Science-Fiction-Erzählung mit Trauer und Verlust beschäftigt, sowie Lacrima (2025), das die Produktionsbedingungen eines Brautkleids für eine Prinzessin thematisiert und die Geschichten von Näherinnen und Stickern in Paris, Alençon und Mumbai erzählt. Ihre Inszenierungen verknüpfen detailreichen Realismus mit emotionaler Tiefe und binden oft Schauspieler mit unterschiedlicher Herkunft und Sprachkompetenz ein.
Nguyen kritisiert, dass Künstler mit migrantischem Hintergrund in Frankreich oft auf dokumentarische Inszenierungen über Herkunftsgeschichten reduziert würden; ihre Werke verbinden jedoch stets Dokumentation und Fiktion miteinander.
Ihre Arbeit zeichnet sich zudem durch lange Entstehungszeiten und intensive Recherchephasen aus, da Nguyen Wert darauf legt, Geschichten aus unterschiedlichen sozialen, kulturellen und spirituellen Kontexten zusammenzuführen, um ein gemeinsames Narrativ zu entwickeln.
Seit mehreren Jahren ist Nguyen regelmäßig an der Berliner Schaubühne tätig und war 2025 „Artist in Focus“ des Festivals Internationaler Neuer Dramatik (FIND).